# Nanlin (sockenhuvudort i Kina, Hainan Sheng, lat 18,41, long 109,61)
Nanlin är en sockenhuvudort i Kina. Den ligger i provinsen Hainan, i den södra delen av landet, omkring 200 kilometer sydväst om provinshuvudstaden Haikou. Antalet invånare är 4 619. Befolkningen består av 2 013 kvinnor och 2 606 män. Barn under 15 år utgör 18,0 %, vuxna 15-64 år 73 %, och äldre över 65 år 7,0 %.
Runt Nanlin är det tätbefolkat, med 286 invånare per kvadratkilometer. Närmaste större samhälle är Tiandu, 14,5 km söder om Nanlin. I omgivningarna runt Nanlin växer i huvudsak städsegrön lövskog.
Genomsnittlig årsnederbörd är 2 251 millimeter. Den regnigaste månaden är juli, med i genomsnitt 369 mm nederbörd, och den torraste är januari, med 17 mm nederbörd.